# 吉岡英一
吉岡英一（よしおか えいいち、1915年7月13日 - 1999年8月22日）は、日本の大蔵官僚。経済企画庁長官官房長、理財局長、国税庁長官、中小企業金融公庫総裁、日本開発銀行総裁などを務めた。

## 来歴
台湾出身。旧制台北高等学校卒業。1937年10月、高等試験行政科合格。東京帝国大学法学部政治学科卒業。1938年、大蔵省入省。主税局属。主計局第四課長、主計官、大臣官房秘書課長、為替局企画課長、大臣官房財務調査官（大臣官房担当）、理財局総務課長、主計局総務課長と、課長時代は1官房、3課を横断していた。主計局次長（次席）、大臣官房財務調査官（理財局証券担当）などを経て、1961年6月16日 理財局次長。1962年5月15日 経済企画庁長官官房長。1963年4月22日 理財局長。1965年2月5日 国税庁長官。同年11月16日 退官。同年11月17日 日本住宅公団副総裁（総務、人事、経理、計画、管理および建築担当）（〜1970年）。1970年12月23日 中小企業金融公庫総裁（〜1974年12月23日）。1975年4月20日 日本開発銀行総裁（〜1979年4月20日）。1985年9月1日 新技術開発事業団非常勤理事。1999年8月22日 急性じん不全で死去。

## 職歴
- 1938年4月：大蔵省入省。主税局属。
- 1938年6月：財務書記・北京駐在。
- 1941年2月：為替局。
- 1941年10月：企画院総裁秘書官・鈴木国務大臣付。
- 1943年11月：理財局。
- 1945年5月：金融局。
- 1946年2月：理財局。
- 1946年6月：主計局（文部、厚生係）。
- 1946年11月：主計局（文部、厚生係） 兼 経済安定本部第四部。
- 1947年5月：主計局（文部、厚生係）。
- 1947年7月2日：主計局第一部第四課長（文部、厚生担当）。
- 1948年7月5日：主計局主計官（運輸、郵政担当）。
- 1949年12月1日：大臣官房秘書課長。
- 1953年9月1日：為替局企画課長。
- 1954年5月15日：大臣官房財務調査官（大臣官房担当）。
- 1954年7月23日：理財局総務課長。
- 1955年8月10日：主計局総務課長。
- 1956年7月6日：大臣官房財務調査官（大臣官房調査課担当）。
- 1957年6月11日：東京税関長。
- 1958年7月18日：大臣官房財務調査官（為替局担当）。
- 1959年8月1日：主計局次長（次席）（文部担当）[5]。
- 1960年6月24日：大臣官房財務調査官（理財局証券担当）。
- 1961年6月16日：理財局次長。
- 1962年5月15日：経済企画庁長官官房長。
- 1963年4月22日：理財局長。
- 1965年2月5日：国税庁長官。
- 1965年11月16日：退官。